# Juzo Taširo
Juzo Taširo (japonsko 田代 有三), japonski nogometaš, * 22. julij 1982.
Za japonsko reprezentanco je odigral tri uradne tekme.